# Nuevo Triunfo
Nuevo Triunfo är en ort i Mexiko.   Den ligger i kommunen Motozintla och delstaten Chiapas, i den sydöstra delen av landet, 900 km sydost om huvudstaden Mexico City. Nuevo Triunfo ligger 2 287 meter över havet och antalet invånare är 218.
Terrängen runt Nuevo Triunfo är varierad. Runt Nuevo Triunfo är det ganska tätbefolkat, med 214 invånare per kvadratkilometer. Närmaste större samhälle är Motozintla de Mendoza, 4,9 km norr om Nuevo Triunfo. I omgivningarna runt Nuevo Triunfo växer i huvudsak blandskog.